# Morbihan gallo
 (mai 2022).
Si vous disposez d'ouvrages ou d'articles de référence ou si vous connaissez des sites web de qualité traitant du thème abordé ici, merci de compléter l'article en donnant les références utiles à sa vérifiabilité et en les liant à la section « Notes et références ».
 Le Morbihan gallo est la partie orientale du département du Morbihan, formant une partie de la Haute-Bretagne (ou Pays gallo) et traditionnellement de langue gallèse.

## Territoire
Le Morbihan gallo comprend plusieurs entités territoriales :
- Pays de Ploërmel
  - Ploërmel Communauté
  - De l'Oust à Brocéliande Communauté
- Pays de Redon
  - Redon Agglomération (11 communes morbihannaises sur 31)
- Pays de Pontivy
  - Pontivy Communauté (8 communes situées en Haute-Bretagne sur 25)
  - Centre Morbihan Communauté (4 communes situées en Haute-Bretagne sur 18)
- Pays de Vannes
  - Questembert Communauté
  - Communauté de communes Arc Sud Bretagne (7 communes situées en Haute-Bretagne sur 12)
  - Golfe du Morbihan - Vannes Agglomération (1 commune située en Haute-Bretagne sur 34)
- Pays de Guérande Saint-Nazaire
  - Communauté d'agglomération de la Presqu'île de Guérande Atlantique (3 communes morbihannnaises sur 15)

## Démographie
Le Morbihan gallo compte 159 167 habitants (2016), soit 21,3 % du département.

## Pratique de la langue gallèse
D'après l'Enquête sociolinguistique sur les langues de Bretagne de TMO Régions pour la Région Bretagne de 2018, 16,8 % de la population du Morbihan gallo, âgée de 15 ans et plus, parlent le gallo, soit environ 18 550 locuteurs . 28,6 % de la population du Morbihan gallo comprennent le gallo.
Sur 100 personnes parlant le gallo dans le Morbihan, 79,3 % sont dans le Morbihan gallo.

## Pratique de la langue bretonne
2 % de la population du Morbihan gallo parlent le breton. 2 % de la population du Morbihan gallo comprennent le breton.